# August Wilhelm von Vietinghoff
August Wilhelm Freiherr von Vietinghoff (* 18. Oktober 1728 in Reetz; † 23. April 1799 in Neiße) war ein preußischer Generalleutnant.

## Leben

### Herkunft
Seine Eltern waren der mecklenburgische Generalmajor Johann Wilhelm von Vietinghoff (1662–1738) und dessen Ehefrau Katharina Margarethe von Preen. Der spätere preußische Generalmajor Detlef von Vietinghoff war sein Bruder.

### Militärkarriere
Vietinghoff diente ab dem 28. Oktober 1746 als Gefreitenkorporal im Infanterie-Regiment „Anhalt-Dessau“, wurde am 8. März 1749 zum Fähnrich befördert und am 17. Juni 1756 zum Sekondeleutnant. Als solcher nahm er während des Siebenjährigen Krieges 1756/63 an der Schlacht bei Lobositz teil, wurde in der Schlacht bei Kay verwundet und im Oktober 1760 Wittenberg gefangen genommen. Er wurde nach Schloss Weißenborg bei Ulm gebracht. Er kehrte im März 1762 aus der Gefangenschaft zurück. Anschließend nahm er am Gefecht bei Adelsbach und an der Belagerung von Schweidnitz teil, wo er wiederum verwundet wurde. In diesen Jahren war er am 6. März 1758 zum Premierleutnant befördert worden und am 7. November 1761 zum Stabskapitän.
Am 20. November 1764 wurde er Kapitän und Kompaniechef (mit Patent vom 1. Mai 1761). Am 12. April 1768 wurde er Major und Flügeladjutant von der Infanterie. Am 9. August 1769 begleitete er Friedrich den Großen zu den Manövern nach Schlesien. Am 16. Januar 1775 wurde Vietinghoff auf ausdrücklichen Wunsch des Königs als Adjutant dem Prinzen von Preußen, dem späteren König Friedrich Wilhelm II., zugeteilt als Ersatz des Hofmarschalls Oberst von Forcade, mit dem der König nicht zufrieden war. Vietinghoff fühlte sich als Hofmarschall aber nicht wohl fühlte, wurde auf seinen Wunsch hin von dieser Aufgabe bald wieder entbunden und am 3. März 1775 durch Oberst von Arnstedt abgelöst.
Fortan diente er dem Prinzen wieder als Flügeladjutant, blieb auch über den Regierungsantritt Friedrich Wilhelms II. hinaus in dieser Funktion und musste ihn bei allen Manövern und besonderen Reisen begleiten. Als Vietinghoff am 7. Mai 1775 für die bevorstehende Reise zur Revue um einen Leiterwagen für das Gepäck des Stabes des Preußenprinzen bat, schrieb ihm der König:

„Es befremdet Mich sehr, wie Ihr in Eurer Vorstellung vom 7. dieses Monats zu den revue Reisen um einen Leiter Wagen anhalten könnet. Ich sehe Euch sowohl wie den Major v. Kleist für Meine Officiers und nicht für schwangere Weiber an. Für Eure Leuthe will Ich wohl ein Reit Pferd accodiren, aber vom Leiter Wagen wird schlechterdings nichts, denn das sind Cammer Herren Anstalten und schicket sich keines weges vor preuß. Officiers. Potsdam 8. Mai 1775.“

Ab 1. April 1778 war Vietinghoff während des Bayerischen Erbfolgekrieges 1778/79 wieder als Flügeladjutant an der Seite des Prinzen von Preußen kommandiert und wurde am 6. August 1778 zum Oberstleutnant befördert.
Im Jahr 1780 hielt er sich mit dem Preußenprinzen am russischen Hof in Sankt Petersburg auf. Als Vietinghoff aus St. Petersburg zurückkam, bat er den König um Verwendung an der Front, aber dieser lehnte dies am 9. November 1780 ab. Gerade in jenen Wochen war der Prinz von Preußen an einem heftigen Fieber erkrankt und Vietinghoff musste dauernd berichten, wie es um den Prinzen bestellt war. Am 20. Dezember fragte der König bei Vietinghoff an, er möchte wissen, wie es seinem Neffen ging. Als dieser am Tage darauf meldet, dass das Fieber noch nicht gewichen, schreibt ihm der König am 1. Januar 1785: „Ich dächte, daß das Fieber müßte bald vergehen, denn das ist ja keine so große Sache, sondern nur eine Lumperey.“
Am 26. Mai 1781 wurde er zum Oberst ernannt, am 25. Juni 1787 zum Generalmajor befördert und zum Direktor des 1. Departements für die Angelegenheiten der gesamten Infanterie im Oberkriegskollegium berufen. Am 11. Februar 1790 wurde er Regimentschef des Infanterie-Regiments „von Hagen“ und machte mit diesem den Feldzug gegen Frankreich 1792/94 im Ersten Koalitionskrieg mit. Währenddessen verlieh Friedrich Wilhelm II. ihm am 2. Dezember 1793 für seine Verdienste im Gefecht bei Biesingen den Großen Roten Adlerorden und schrieb dazu:

„Ich habe aus der Relation des General - Lieutenant Graf Kalckreuth mit besonderem Wohlgefallen ersehen, daß er das Glück, womit die heftigen feindlichen wiederholten Attaquen auf den Posten von Bissingen repoussiret worden, hauptsächlich Euer eyffrigen und Muthvollen Mitwirkung zu danken habe, und da es Meiner Aufmerksamkeit nicht entgangen ist, daß Ihr den nämlichen Eyffer bei mehreren Gelegenheit bewiesen, nehme Ich nicht Anstand Euch durch Conferirung Meines Großen Roten Adler-Ordens den ich Euch hierbey übersende, ein öffentliches Zeugnis Meiner Zufriedenheit und Danknehmung zu geben.“

Am 1. Januar 1794 wurde Vietinghoff zum Generalleutnant befördert.
Schon vor dem Feldzug hatte der General wiederholt in Warmbrunn und Landeck, beides namhafte niederschlesische Kurorte, Erleichterung von seinen schweren Gichtanfällen gesucht. Im Jahre 1794 wurden diese so stark, dass er vor Beendigung des Feldzuges nach Neiße zurückkehren musste. Am 1. November 1794 wurde er schließlich von der weiteren Teilnahme am Feldzug befreit. König Friedrich Wilhelm II. begleitete diese Befreiung vom Feldzug mit den herzlichsten Wünschen für baldige Genesung.
Am 29. Januar 1796 wurde Vietinghoff mit einer Zulage von 600 Talern zum Gouverneur von Neiße ernannt. Nach seinem Tod 1799 blieb das Gouvernement zunächst unbesetzt.
Er verstarb unverheiratet.

### Freimaurerei
Vietinghoff spielte eine gewichtige Rolle in der Freimaurerei der Strikten Observanz. Er wurde im Jahr 1758 in die Loge Philadelphia zu den drei goldenen Armen in Halle aufgenommen, zu deren Meister vom Stuhl er 1763. gewählt wurde. 1764 gehörte er zu den Gründern der Hallenser Freimaurerloge Zu den drei Degen; auch hier bekleidete er ab 1765 das Amt des Stuhlmeisters, der innerhalb der Strikten Obeservanz „Hauskomtur“ genannt wurde. Durch seine Beziehungen zum preußischen Königshaus und der daraus resultierenden Reputation fungierte er des Öfteren als Vermittler bei Auseinandersetzungen innerhalb der verschiedenen freimaurerischen Richtungen seiner Zeit.